# فيروس الخفافيش كورونا ويف1 الشبيه بفيروس كورونا المرتبط بالمتلازمة التنفسية الحادة الشديدة
فيروس الخفافيش كورونا ويف1 الشبيه بفيروس كورونا المرتبط بالمتلازمة التنفسية الحادة الشديدة ، بالإنجليزية : Bat SARS-like coronavirus WIV1 - (Bat (SL-CoV-WIV1 الذي يُطلق عليه أحيانًا فيروس كورونا ويف1 الشبيه بفيروس كورونا المرتبط بالمتلازمة التنفسية الحادة الشديدة، هو سلالة من فيروس كورونا من نوع فيروس كورونا المرتبط بالمتلازمة التنفسية الحادة الشديدة (SARS-CoV)؛ وتم عزل عينة من هذا الفيروس من خفافيش حدوة الحصان الصيني الأصهب (الاسم العلمي : Rhinolophus sinicus) . مثل كل أنواع فيروس كورونا؛ يتكون الجسم الفيروسي لهذا الفيروس من سلسلة واحدة رنا موجبة التي تكون محتوية بداخل غلاف.

## المنشأ الحيواني
يؤكد هذا الاكتشاف أن الخفافيش هي الخزان الطبيعي (اصل الفيروس) لفيروس كورونا المرتبط بالمتلازمة التنفسية الحادة الشديدة. التحليل الوراثي العرقي يظهر إمكانية انتقال متلازمة تنفسية حادة وخيمة مباشرة من الخفافيش إلى البشر بدون حاجة إلى وسيط (مثل قط الزباد الصيني)، كما كان يعتقد سابقًا.